# Liste der Bodendenkmale in Schnega
In der Liste der Bodendenkmale in Schnega sind alle Bodendenkmale der niedersächsischen Gemeinde Schnega aufgelistet. Die Quelle ist der Denkmalatlas Niedersachsen. Der Stand der Liste ist der 22. Juni 2024.

## Allgemein
In den Spalten finden sich folgende Informationen des Bodendenkmales :
- Lage        : geographische Koordinaten
- Bezeichnung : Bezeichnung lt. Denkmalatlas
- Beschreibung: Beschreibung lt. Denkmalatlas
- ID          : Objekt-ID
- Bild        : Bild, ggf. zusätzlich mit Link zu weiteren Fotos im Medienarchiv Wikimedia Commons.

## Gledeberg

### Gledeberg 2
ID:28914228
Drei Grabhügel, Dm. 3,5–12 m, H. 0,3–1,2 m.

| Lage                        | Bezeichnung | Beschreibung | ID       | Bild |
| --------------------------- | ----------- | --- | -------- | ---- |
| 52° 53′ 1″ N, 10° 50′ 16″ O | Gledeberg 2 | Annähernd rund, Dm. ca. 12 m, H. ca. 1,2 m. Gelände fällt nach Norden und Süden weiter ab, hier läuft der Grabhügel fließend aus. Ältere größere Eingrabung im Zentrum. | 28914984 | BW   |
| 52° 53′ 1″ N, 10° 50′ 17″ O | Gledeberg 3 | Annähernd rund, Dm. ca. 10 m, H. bis 0,5 m, Gelände fällt weiter nach Südosten ab. An der Oberfläche Einkuhlungen.                                                      | 28914985 | BW   |
| 52° 53′ 1″ N, 10° 50′ 17″ O | Gledeberg 4 | Rund, Dm. 3,5 m, H. 0,3 m. | 28914986 | BW   |

## Lütenthien
| Lage                        | Bezeichnung             | Beschreibung | ID       | Bild |
| --------------------------- | ----------------------- | --- | -------- | ---- |
| 52° 54′ 9″ N, 10° 51′ 53″ O | Lütenthien 1, Grabhügel | Ehemals annähernd rund, Dm. ca. 12 m; nur noch die nördliche Hügelhälfte mit ca. 0,5 m H. vorhanden. Einkuhlungen und bis zu kopfgroße Steine an der Oberfläche. Der Grabhügel ist der letzte erhaltene eines jetzt zerstörten Grabhügelfeldes, das um 1930 noch eine Anzahl kleinerer Hügel umfasste. | 28914116 | BW   |

### Lütenthien 4
ID:28922343
Nach Kofahl (1930) mindestens fünf Grabhügel, davon einer mit 14 m Dm. und 1 m H. Ein weiterer Hügel war bereits zu 3/4 abgegraben; in ihm wurden Urnen in Steinpackungen gefunden. Heute sind noch drei Grabhügel mit 10–12 m Dm. und 0,5–0,8 m H. gut erkennbar. Die anderen sind obertägig abgetragen.

| Lage                         | Bezeichnung   | Beschreibung | ID       | Bild |
| ---------------------------- | ------------- | --- | -------- | ---- |
| 52° 53′ 57″ N, 10° 50′ 48″ O | Lütenthien 4  | Annähernd oval, Nordwest-Südost-orientiert, Dm. ca. 10 × 7 m, H. bis 0,8 m. Vereinzelt faustgroße Steine an der Oberfläche. | 37004077 | BW   |
| 52° 53′ 55″ N, 10° 50′ 46″ O | Lütenthien 9  | Annähernd rund, Dm. ca. 12 m, H. bis 0,6 m; Ost-Rand etwas angeschnitten. Einige Steine am Hügelrand.                       | 28922346 | BW   |
| 52° 53′ 57″ N, 10° 50′ 43″ O | Lütenthien 16 | Annähernd rund, Dm. ca. 10 m, H. ca. 0,5 m; am Nord-Rand fließend auslaufend.                                               | 37154081 | BW   |

## Proitze
| Lage                        | Bezeichnung          | Beschreibung | ID       | Bild |
| --------------------------- | -------------------- | --- | -------- | ---- |
| 52° 53′ 8″ N, 10° 50′ 42″ O | Proitze 3, Grabhügel | Leicht oval, NO-SW-orientiert, Dm. ca. 15 × 12 m, H. bis 1,5 m. Verwachsene, alte Einkuhlung im Zentrum sowie abgelagerte Steine. | 28914995 | BW   |
| 52° 53′ 8″ N, 10° 50′ 38″ O | Proitze 4, Grabhügel | Steinpackung von 6,5 × 2,5 m. Sie wurde 1947 von E. Sprockhoff in einem flachen Grabhügel freigelegt und vor Ort rekonstruiert.   | 28914996 | BW   |

## Schäpingen
| Lage                         | Bezeichnung            | Beschreibung | ID       | Bild |
| ---------------------------- | ---------------------- | --- | -------- | ---- |
| 52° 52′ 27″ N, 10° 49′ 40″ O | Schäpingen 2, Warte    | Warte, Dm. des Plateaus ca. 10 m, hier einige Ziegelbruchstücke an zerwühlter Oberfläche. Das Plateau ist steil geböscht, H. ca. 4 m und von Wall mit innenliegendem verschliffenen Graben umgeben, Dm. ca. 45 m. Wall-Br. ca. 5 m, H. ca. 0,3 m, nur im SO nicht mehr erkennbar. Auf dem Plateau ein TP. Von SO sowie NW möglicherweise alte verschliffene Zugänge. Den Oberflächenfunden nach gehört sie in das 14./15. Jh., vielleicht nur ein Wachtturm zur Burg Warpke. Kleine Anlage, die offenbar der Überwachung der Verkehrsstraße gedient hat. Dicht dabei ist eine Quelle und jenseits der Straße verläuft eine Landwehr (FStNr. 3). | 28914860 | BW   |
| 52° 52′ 23″ N, 10° 49′ 16″ O | Schäpingen 3, Landwehr | Wall mit beidseitigem Graben. In der Gmkg. verläuft die Landwehr über ca. 750 m; nach Westen setzt sich die Anlage in der Gmkg. Varbitz (FStNr. 70) im Ldkr. Uelzen fort. Der längste Abschnitt (Teilstück 1) von etwa 680 m ist überwiegend gut erhalten: Wall-Br. 7-10 m, H. bis 1,0 m, Graben-Br. 2,5-4 m, T. bis 0,3 m; nur an zwei Wegquerungen ist die Landwehr verschliffen bzw. kurz unterbrochen. Die restliche Strecke im SO ist sehr verschliffen bzw. nur noch als Geländewelle erkennbar. | 28914864 | BW   |

## Schnega
| Lage                         | Bezeichnung            | Beschreibung | ID       | Bild |
| ---------------------------- | ---------------------- | --- | -------- | ---- |
| 52° 53′ 48″ N, 10° 54′ 0″ O  | Schnega 1, Grabhügel   | Annähernd rund, Dm. ca. 20 m, H. bis 1,2 m, abgeflachte Kuppe. Einzelne, bis kopfgroße Steine an der Oberfläche. | 37204985 | BW   |
| 52° 54′ 32″ N, 10° 53′ 19″ O | Schnega 114, Grabhügel | | 37040552 | BW   |

### Schnega 2
ID:28914850
Gruppe aus 16 Grabhügeln und einem Urnenfriedhof

| Lage                         | Bezeichnung                  | Beschreibung | ID       | Bild |
| ---------------------------- | ---------------------------- | --- | -------- | ---- |
| 52° 54′ 0″ N, 10° 53′ 34″ O  | Schnega 2                    | Annähernd rund, Dm. ca. 16 m, H. ca. 0,8 m; Gelände nach Süden weiter fallend. Einkuhlungen im zentralen Bereich. | 37177716 | BW   |
| 52° 53′ 58″ N, 10° 53′ 28″ O | Schnega 3                    | Annähernd rund, Dm. ca. 10 m, H. bis 0,6 m. Am Nord-Rand leicht angeschnitten. Einkuhlungen an Oberfläche. | 37177755 | BW   |
| 52° 54′ 0″ N, 10° 53′ 28″ O  | Schnega 4                    | Annähernd rund, Dm. ca. 12 m, H. bis 0,6 m; Gelände nach Süden weiter abfallend. | 37177769 | BW   |
| 52° 54′ 2″ N, 10° 53′ 36″ O  | Schnega 5                    | Annähernd rund, Dm. ca. 12 m, H. bis 0,6 m; Gelände nach Süden weiter abfallend. | 37177795 | BW   |
| 52° 54′ 2″ N, 10° 53′ 38″ O  | Schnega 6                    | Annähernd rund, Dm. ca. 8 m, H. bis 0,6 m. Wellige Oberfläche. Es ist unklar, ob 1947 durch E. Sprockhoff nur Teile des Hügels untersucht wurden, oder ob dieser später wieder aufgeschüttet worden ist. Bei der Grabung wurden eine Urne und eine Schale der älteren vorrömischen Eisenzeit, die jeweils mit einem Stein zugedeckt und mit kleineren Steinen umpackt waren, gefunden.                                                                                                 | 37177811 | BW   |
| 52° 54′ 1″ N, 10° 53′ 36″ O  | Schnega 7                    | Annähernd rund, Dm. ca. 8 m, H. bis 0,6 m. | 37177861 | BW   |
| 52° 54′ 2″ N, 10° 53′ 37″ O  | Schnega 8                    | Annähernd rund, Dm. ca. 5 m, H. ca. 0,3 m. Südliche Randbereiche sind bereits in die alte Sandgrube abgerutscht. | 37177887 | BW   |
| 52° 54′ 2″ N, 10° 53′ 38″ O  | Schnega 9                    | Annähernd rund, Dm. ca. 7 m, H. bis 0,6 m. Am Süd-Rand steht ein Jagdbeobachtungsstand. | 37177911 | BW   |
| 52° 54′ 0″ N, 10° 53′ 35″ O  | Schnega 10                   | Annähernd rund, Dm. ca. 8 m, H. ca. 0,7 m. Gelände nach Süden weiter fallend. Längliche Eingrabung im Zentrum; daneben und am Nordost-Rand große Steine an der Oberfläche. | 37177937 | BW   |
| 52° 54′ 0″ N, 10° 53′ 36″ O  | Schnega 11                   | Annähernd rund, Dm. ca. 6 m, H. bis 0,5 m. Nordost-Rand durch die Sandgrube angeschnitten. | 37178181 | BW   |
| 52° 53′ 59″ N, 10° 53′ 37″ O | Schnega 13                   | Annähernd rund; Dm. 13 m, H. ca. 1,0 m. Im Zentrum längliche Grabung (3 × 1 m) mit Suchschnitt nach Süden. Bereits 1947 durch (ausgegrabene) Tierbauten stark gestört und über den ursprünglichen Dm. von 10 m hinaus überschüttet. Bei der Untersuchung des Hügels stellte E. Sprockhoff innerhalb eines Steinrings von etwa 4 m lichter Weite kastenförmig durch ein paar Steine begrenzten und zugedeckten Leichenbrand fest, auf dem der Rest eines dünnen Bronzegegenstandes lag. | 37178830 | BW   |
| 52° 53′ 58″ N, 10° 53′ 37″ O | Schnega 14                   | Annähernd rund, Dm. ca. 10 m, H. ca. 0,4 m. Im Süden durch einen Graben leicht angeschnitten. | 37178854 | BW   |
| 52° 53′ 57″ N, 10° 53′ 43″ O | Schnega 32                   | Annähernd rund, Dm. ca. 10 m, H. ca. 0,6 m. | 37178902 | BW   |
| 52° 53′ 56″ N, 10° 53′ 43″ O | Schnega 34                   | Annähernd rund, Dm. ca. 6 m, H. ca. 0,3 m. | 37178930 | BW   |
| 52° 53′ 55″ N, 10° 53′ 43″ O | Schnega 35                   | Ehemals annähernd rund, Dm. ca. 12 m, H. ca. 0,8 m. Südwest-Hälfte sowie Nordost-Rand abgetragen. | 37178955 | BW   |
| 52° 54′ 0″ N, 10° 53′ 36″ O  | Schnega 101, Urnengräberfeld | | 28914746 | BW   |

### Schnega 17
ID:37205051
Gruppe von 18 Grabhügeln, 4–15 m Dm. und 0,3–1,0 m H. 1947 untersuchte E. Sprockhoff einige der Grabhügel. Sie wurden in den Bronzezeit angelegt und bis in die vorrömische Eisenzeit hinein genutzt. Gruppe ist Teil des großen, von Sprockhoff beschriebenen Grabhügelfeldes (vgl. Schnega FStNr. 2, 37 und 42), das mit zu den größten in Niedersachsen gehört.

| Lage                         | Bezeichnung | Beschreibung | ID       | Bild |
| ---------------------------- | ----------- | --- | -------- | ---- |
| 52° 54′ 0″ N, 10° 53′ 47″ O  | Schnega 17  | Annähernd rund, Dm. ca. 5 m, H. ca. 0,4 m. Bei der Grabung durch E. Sprockhoff 1947 wurde im Hügel ein Steinkranz mit Urnenbestattung der vorrömischen Eisenzeit festgestellt. Hügel etwa zu drei Vierteln untersucht und danach vermutlich wieder aufgeschüttet. | 37205078 | BW   |
| 52° 53′ 59″ N, 10° 53′ 47″ O | Schnega 18  | Annähernd rund, Dm. ca. 4,5 m, H. ca. 0,3 m. | 37205564 | BW   |
| 52° 53′ 59″ N, 10° 53′ 48″ O | Schnega 19  | Annähernd rund, Dm. ca. 10 m, H. ca. 1,0 m. Einkuhlungen an Oberfläche und Tierbau. | 37205578 | BW   |
| 52° 54′ 0″ N, 10° 53′ 48″ O  | Schnega 20  | Annähernd rund. Dm. ca. 5 m, H. ca. 0,4 m. Einkuhlungen an der Oberfläche. Teil wurde 1947 durch Sprockhoff untersucht und vermutlich nach Grabung wieder angeschüttet. | 37205592 | BW   |
| 52° 53′ 59″ N, 10° 53′ 46″ O | Schnega 21  | Leicht unförmig, Dm. ca. 4 m, H. bis 0,3 m. | 37205613 | BW   |
| 52° 53′ 59″ N, 10° 53′ 47″ O | Schnega 22  | Annähernd rund, Dm. ca. 8 m, H. bis 0,8 m. Vereinzelt bis zu kopfgroße Steine an der Oberfläche. | 37205635 | BW   |
| 52° 53′ 59″ N, 10° 53′ 47″ O | Schnega 23  | Annähernd rund, Dm. ca. 5,5 m. Zentraler Bereich abgetragen; nur noch Hügelkranzbereiche von ca. 0,2 m H. erhalten. Im Zentrum jetzt eine Eintiefung. | 37205649 | BW   |
| 52° 53′ 59″ N, 10° 53′ 47″ O | Schnega 24  | Leicht unförmig, Dm. ca. 4 m, H. ca. 0,3 m. | 37205663 | BW   |
| 52° 53′ 59″ N, 10° 53′ 48″ O | Schnega 25  | Annähernd rund, Dm. ca. 7 m, H. bis 0,3 m. Kuppenmulde. | 37205677 | BW   |
| 52° 53′ 59″ N, 10° 53′ 46″ O | Schnega 26  | Annähernd rund, Dm. ca. 7 m, H. 0,7 m. Im Zentrum Grabungsloch und Baumwurf. | 37205691 | BW   |
| 52° 53′ 58″ N, 10° 53′ 46″ O | Schnega 27  | Anmnähernd rund, Dm. ca. 7 m, H. ca. 0,6 m. | 37205719 | BW   |
| 52° 53′ 58″ N, 10° 53′ 47″ O | Schnega 28  | Annähernd rund, Dm. ca. 7 m, H. ca. 0,6 m. Eingrabung am Ost-Rand. | 37205705 | BW   |
| 52° 53′ 58″ N, 10° 53′ 47″ O | Schnega 29  | Annähernd rund, Dm. ca. 6 m, H. 0,5 m. | 37205786 | BW   |
| 52° 53′ 58″ N, 10° 53′ 48″ O | Schnega 30  | Annähernd rund, Dm. ca. 10 m, H. ca. 0,7 m; Gelände nach Südwesten weiter fallend. | 37205803 | BW   |
| 52° 53′ 59″ N, 10° 53′ 48″ O | Schnega 31  | Ehemals annähernd rund, Dm. ca. 10 m, H. bis 0,7 m. Ost-Rand von Straßenböschung angeschnitten. | 37205823 | BW   |
| 52° 53′ 58″ N, 10° 53′ 46″ O | Schnega 33  | Annähernd rund, Dm. ca. 4,5 m, H. bis 0,4 m. | 37205838 | BW   |
| 52° 53′ 57″ N, 10° 53′ 46″ O | Schnega 36  | Annähernd rund. Dm. ca. 15 m, H. ca. 1,0 m. Im Zentrum tiefes Grabungsloch mit freiliegenden Steinen. 1947 von E. Sprockhoff teilweise ausgegraben. Dabei Bestattung im Baumsarg mit reichhaltigem Inventar der mittleren Bronzezeit freigelegt. Ferner vier Nachbestattungen, davon drei in Urnen, der frühen und älteren vorrömischen Eisenzeit festgestellt. Nach Untersuchung wieder aufgeschüttet. | 37205911 | BW   |
| 52° 53′ 56″ N, 10° 53′ 48″ O | Schnega 40  | Annähernd rund, Dm. ca. 7 m, H. bis 0,4 m; Ränder fließend auslaufend. | 37205861 | BW   |

### Schnega 37
ID:37206956
Sechs Grabhügel mit 9–20 m Dm. und 0,5–1,2 m H. 1947 wurde  FStNr. 38 durch E. Sprockhoff untersucht. Gemeinsam mit den Gruppen Schnega FStNr. 2, 17 und 42 Teil des großen, von Sprockhoff beschriebenen Grabhügelfeldes, das zu den größten in Niedersachsen gehört.

| Lage                         | Bezeichnung | Beschreibung | ID       | Bild |
| ---------------------------- | ----------- | --- | -------- | ---- |
| 52° 53′ 58″ N, 10° 53′ 50″ O | Schnega 37  | Unförmig-länglich in Ost-West-Richtung, ca. 10 × 6 m; nördliche Hälfte möglicherweise alt abgetragen. Resthöhe ca. 0,5 m; Gelände nach Süden weiter fallend. | 37206105 | BW   |
| 52° 54′ 0″ N, 10° 53′ 54″ O  | Schnega 38  | Ehemals annähernd rund, Dm. ca. 15 m; Kuppe alt abgetragen, restliche H. ca. 0,4 m. Im Zentrum neu (?) aufgesetzte Erhöhung von ca. 0,8 m. Einzelne große Steine freiliegend. 1947 von Sprockhoff untersucht und breiter Steinkranz am Hügelfuß festgestellt. Hügel umschloss zwei bis drei Bestattungen, von denen eine Körperbestattung im Holzsarg ein Tongefäß und zwei Armringe der älteren Nordischen Bronzezeit (Montelius Periode II) enthielt. Nach der Ausgrabung offenbar wieder aufgeschüttet. | 37206859 | BW   |
| 52° 53′ 59″ N, 10° 53′ 55″ O | Schnega 39  | Annähernd rund, Dm. ca. 20 m, H. ca. 1,2 m; Gelände nach Süden weiter fallend. Einkuhlungen an der Oberfläche und Tierbau. | 37206888 | BW   |
| 52° 53′ 55″ N, 10° 53′ 50″ O | Schnega 41  | Annähernd rund, Dm. ca. 9 m, H. ca. 0,7 m; Gelände fällt nach Südwesten weiter ab. | 37206907 | BW   |
| 52° 54′ 3″ N, 10° 53′ 59″ O  | Schnega 65  | Annähernd rund, Dm. ca. 9 m, H. ca. 0,7 m. Flache Kuppenmulde. | 37206926 | BW   |
| 52° 53′ 59″ N, 10° 53′ 50″ O | Schnega 99  | Annähernd rund, Dm. ca. 11 m, H. ca. 0,8 m. | 37206941 | BW   |

### Schnega 42
ID:37179006
Gruppe von 56 Grabhügeln, von denen 53 mit 5–22 m Dm. und 0,3–1,3 m H. noch erhalten sind. 1947/48 von E. Sprockhoff einige untersucht, die Bestattungen der Bronzezeit und der vorrömischen Eisenzeit erbrachten.  Teil des großen, von Sprockhoff beschriebenen, Grabhügelfeldes zu dem auch die Gruppen Schnega FStNr. 2, 17 und 37 gehören.

| Lage                         | Bezeichnung | Beschreibung | ID       | Bild |
| ---------------------------- | ----------- | --- | -------- | ---- |
| 52° 54′ 1″ N, 10° 54′ 8″ O   | Schnega 42  | Annähernd rund, Dm. ca. 7 m, H. bis 0,6 m; Gelände nach Osten weiter fallend. Vereinzelt Steine an der Oberfläche. | 37179051 | BW   |
| 52° 54′ 1″ N, 10° 54′ 8″ O   | Schnega 43  | Obertägig fast abgetragen, Dm. etwa 5 m, restliche H. ca. 0,1 m. | 37179077 | BW   |
| 52° 54′ 1″ N, 10° 54′ 8″ O   | Schnega 44  | Annähernd rund, Dm. ca. 5,5 m, H. ca. 0,5 m. | 37184778 | BW   |
| 52° 54′ 0″ N, 10° 54′ 7″ O   | Schnega 46  | Unförmig, Dm. ca. 6,5 m, H. bis 0,4 m. | 37195856 | BW   |
| 52° 54′ 0″ N, 10° 54′ 8″ O   | Schnega 47  | Unförmig, Dm. 5 m, H. bis 0,3 m. Im Norden Einsenkung. | 37195912 | BW   |
| 52° 54′ 0″ N, 10° 54′ 8″ O   | Schnega 48  | Annähernd rund, Dm. ca. 5 m, H. bis 0,4 m. | 37195927 | BW   |
| 52° 54′ 0″ N, 10° 54′ 6″ O   | Schnega 49  | Annähernd rund, Dm. ca. 6 m, H. ca. 0,5 m. | 37196789 | BW   |
| 52° 54′ 0″ N, 10° 54′ 5″ O   | Schnega 50  | Ehemals annähernd rund, Dm. ca. 9 m, H. ca. 0,8 m. Südwestliches Viertel abgetragen. | 37196804 | BW   |
| 52° 53′ 59″ N, 10° 54′ 6″ O  | Schnega 51  | Annähernd rund, Dm. ca. 5 m, H. ca. 0,4 m. Südost-Bereich von einer Holzrückspur überzogen. | 37196819 | BW   |
| 52° 54′ 0″ N, 10° 54′ 6″ O   | Schnega 52  | Annähernd rund, Dm. ca. 6 m, H. ca. 0,4 m. Einsenkung im Zentrum; Ränder nicht abgesetzt und fließend ins wellige Gelände übergehend. | 37196834 | BW   |
| 52° 54′ 0″ N, 10° 54′ 4″ O   | Schnega 53  | Annähernd rund, Dm. ca. 5,5 m, H. ca. 0,4 m. | 37196849 | BW   |
| 52° 53′ 59″ N, 10° 54′ 5″ O  | Schnega 54  | Annähernd rund, Dm. ca. 5 m, H. ca. 0,6 m. | 37196887 | BW   |
| 52° 53′ 59″ N, 10° 54′ 6″ O  | Schnega 55  | Annähernd rund, Dm. ca. 7 m, H. bis 0,8 m. Eingrabung von ca. 2 × 2 m im Zentrum. | 37196940 | BW   |
| 52° 53′ 59″ N, 10° 54′ 6″ O  | Schnega 56  | Annähernd rund, Dm. ca. 3 m, H. ca. 0,3 m. An Grabhügel FStNr. 55 stoßend. | 37196976 | BW   |
| 52° 53′ 59″ N, 10° 54′ 6″ O  | Schnega 57  | Annähernd rund, Dm. ca. 5 m, H. ca. 0,2 m. | 37196999 | BW   |
| 52° 54′ 0″ N, 10° 54′ 7″ O   | Schnega 58  | Unförmig, Dm. ca. 4 m, H. ca. 0,3 m. | 37197039 | BW   |
| 52° 54′ 0″ N, 10° 54′ 7″ O   | Schnega 59  | Annähernd rund, Dm. ca. 5 m, H. ca. 0,4 m. Von einer Holzrückspur überzogen. | 37197075 | BW   |
| 52° 54′ 0″ N, 10° 54′ 9″ O   | Schnega 60  | Annähernd rund, Dm. ca. 5,5 m, H. ca. 0,4 m. | 37197115 | BW   |
| 52° 53′ 59″ N, 10° 54′ 9″ O  | Schnega 61  | Annähernd rund, Dm. ca. 5 m, H. bis 0,5 m. | 37197134 | BW   |
| 52° 54′ 0″ N, 10° 54′ 9″ O   | Schnega 62  | Annähernd rund, Dm. ca. 5,5 m, H. ca. 0,4 m. | 37197170 | BW   |
| 52° 53′ 59″ N, 10° 54′ 7″ O  | Schnega 64  | Annähernd rund, Dm. ca. 6 m, H. bis 0,5 m. | 37197355 | BW   |
| 52° 53′ 59″ N, 10° 54′ 4″ O  | Schnega 67  | Annähernd rund, Dm. ca. 7 m, H. ca. 0,8 m. Einkuhlung im Zentrum. | 37197482 | BW   |
| 52° 53′ 59″ N, 10° 54′ 5″ O  | Schnega 68  | Annähernd rund, Dm. ca. 7 m, H. bis 0,7 m. Am West-Rand durch eine Fahrspur leicht eingedrückt. | 37197522 | BW   |
| 52° 53′ 59″ N, 10° 54′ 6″ O  | Schnega 69  | Etwas unförmig, Dm. ca. 4 m, H. ca. 0,3 m. | 37197564 | BW   |
| 52° 53′ 59″ N, 10° 54′ 6″ O  | Schnega 70  | Annähernd rund, Dm. ca. 5 m, H. 0,6 m; verwachsener Kopfstich. | 37197583 | BW   |
| 52° 53′ 59″ N, 10° 54′ 4″ O  | Schnega 71  | Annähernd rund, Dm. ca. 8 m, H. ca. 0,6 m; abgeflachte Kuppe. | 37197610 | BW   |
| 52° 53′ 59″ N, 10° 54′ 5″ O  | Schnega 72  | Annähernd rund, Dm. ca. 7 m, H. ca. 0,8 m. | 37200714 | BW   |
| 52° 53′ 59″ N, 10° 54′ 6″ O  | Schnega 73  | Annähernd rund, Dm. ca. 10 m, H. ca. 1,0 m. Tierbaue. | 37200729 | BW   |
| 52° 53′ 59″ N, 10° 54′ 7″ O  | Schnega 74  | Annähernd rund, Dm. ca. 8 m, H. bis 0,8 m. | 37200744 | BW   |
| 52° 53′ 59″ N, 10° 54′ 7″ O  | Schnega 75  | Annähernd rund, Dm. ca. 6 m, H. bis 0,7 m. Etwa 1,2 × 1,2 m große Eingrabung im Zentrum. | 37200759 | BW   |
| 52° 53′ 59″ N, 10° 54′ 8″ O  | Schnega 76  | Annähernd rund, Dm. ca. 8 m, H. ca. 0,8 m. | 37200781 | BW   |
| 52° 53′ 59″ N, 10° 54′ 11″ O | Schnega 78  | Obertägig fast abgetragen; nur noch unregelmäßige Erhöhung von ca. 0,1 m H. erkennbar. | 37200853 | BW   |
| 52° 53′ 58″ N, 10° 54′ 10″ O | Schnega 79  | Annähernd rund, Dm. ca. 5-6 m, H. bis 0,5 m. Stößt im Osten an Grabhügel FStNr. 80. | 37200879 | BW   |
| 52° 53′ 58″ N, 10° 54′ 10″ O | Schnega 80  | Annähernd rund, Dm. ca. 20 m, H. bis 1,3 m. In der Nord-Hälfte tiefe längliche Eingrabung. | 37200894 | BW   |
| 52° 53′ 58″ N, 10° 54′ 11″ O | Schnega 81  | Annähernd oval, etwa Ost-West-orientiert, Dm. 4 × 2,5 m, H. ca. 0,3 m. | 37200904 | BW   |
| 52° 53′ 59″ N, 10° 54′ 12″ O | Schnega 82  | Annähernd rund, Dm. ca. 10 m, H. 1,0 m. Tierbau. | 37200940 | BW   |
| 52° 54′ 0″ N, 10° 54′ 13″ O  | Schnega 83  | Annähernd rund, Dm. ca. 8 m, H. bis 0,5 m; Gelände nach Süden weiter abfallend. | 37200955 | BW   |
| 52° 54′ 0″ N, 10° 54′ 13″ O  | Schnega 84  | Annähernd rund, Dm. ca. 8 m, H. bis 0,7 m. | 37200996 | BW   |
| 52° 54′ 0″ N, 10° 54′ 15″ O  | Schnega 85  | Etwas unförmig, Dm. ca. 7 m, H. ca. 0,4 m; Gelände nach Süden weiter abfallend. | 37201675 | BW   |
| 52° 53′ 59″ N, 10° 54′ 13″ O | Schnega 86  | Annähernd oval, etwa Ost-West-orientiert, ca. 9 × 6 m, H. bis 0,5 m. | 37201869 | BW   |
| 52° 53′ 59″ N, 10° 54′ 14″ O | Schnega 87  | Unförmig und im Gelände kaum erkennbar, Dm. ca. 5 m, H. bis 0,2 m. | 37201953 | BW   |
| 52° 53′ 58″ N, 10° 54′ 13″ O | Schnega 88  | Annähernd rund, Dm. ca. 22 m, H. ca. 0,7 m. | 37202101 | BW   |
| 52° 54′ 0″ N, 10° 54′ 20″ O  | Schnega 89  | Annähernd rund, Dm. ca. 8 m, H. ca. 0,3 m. Auf kleiner Geländekuppe kaum noch als Grabhügel erkennbar; Ränder fließend ablaufend. | 37202229 | BW   |
| 52° 53′ 58″ N, 10° 54′ 19″ O | Schnega 91  | Annähernd rund, Dm. ca. 7 m, jedoch obertägig völlig abgetragen. Nur noch am Süd-Rand mit bis zu 0,2 m H. erhalten, dort auch ein gesprengter Granitstein. | 37202462 | BW   |
| 52° 53′ 58″ N, 10° 54′ 21″ O | Schnega 92  | Ehemals annähernd rund, Dm. ca. 6-8 m, H. ca. 0,3 m. Ost-Hälfte abgetragen, West-Hälfte fließend ins Gelände übergehend. Kaum noch als Grabhügelrest erkennbar. | 37202614 | BW   |
| 52° 53′ 57″ N, 10° 54′ 18″ O | Schnega 93  | Unregelmäßige Erhöhung von ca. 6 m Dm und bis zu 0,3 m H. Kaum noch als Grabhügel erkennbar. | 37204714 | BW   |
| 52° 53′ 57″ N, 10° 54′ 19″ O | Schnega 94  | Annähernd rund, Dm. ca. 12 m, H. bis 0,5 m im südlichen Teil. | 37204729 | BW   |
| 52° 53′ 56″ N, 10° 54′ 19″ O | Schnega 95  | Annähernd rund, Dm. ca. 12 m, H. 1,0 m. Im südlichen Bereich Holzrückspur. | 37204744 | BW   |
| 52° 53′ 56″ N, 10° 54′ 19″ O | Schnega 96  | Annähernd rund, Dm. ca. 5 m, H. bis 0,5 m. Gegraben und wieder restauriert? Aus bis zu kopfgroßen Steinen neu aufgebaut. Im Zentrum 2 m große Eintiefung. Am Nord-Rand Holzrückspur.                                                                                       | 37204759 | BW   |
| 52° 53′ 55″ N, 10° 54′ 18″ O | Schnega 97  | Annähernd rund, Dm. ca. 7 m, H. ca. 0,4 m; Gelände nach Süden weiter fallend. 1947 durch E. Sprockhoff bis auf den östlichen Randbereich ausgegraben, wobei verkohltes Holz, möglicherweise Überreste eines Sarges, gefunden wurden. Später offenbar wieder aufgeschüttet. | 37204774 | BW   |
| 52° 53′ 55″ N, 10° 54′ 19″ O | Schnega 98  | Annähernd rund, Dm. ca. 8 m, H. bis 0,5 m. 1947 wurden Reste des Steinringes, der offenbar den ehemaligen Hügelfuß mit einem Dm. von 5 m bezeichnete, sowie vereinzelt Holzkohlereste freigelegt. Vollständig untersucht, später aber offenbar wieder aufgeschüttet.       | 37204799 | BW   |

## Solkau
| Lage                         | Bezeichnung          | Beschreibung | ID       | Bild |
| ---------------------------- | -------------------- | --- | -------- | ---- |
| 52° 53′ 54″ N, 10° 50′ 20″ O | Solkau 1, Steinmal   | Plattiger Findling von ca. 1,5 × 1 m Größe und 0,3 m Dicke. Oberhalb ein unförmiger, gesprengter Stein von ca. 1,0 × 0,5 × 0,4 m. Die beiden Findlinge weisen, abgesehen von der Sprengung, keine eindeutigen Hinweise auf menschliche Bearbeitungsspuren auf. Aufgrund der Bezeichnung des Steinmales als „Opferstein“ ist jedoch eine historische Bedeutung wahrscheinlich. | 28914732 | BW   |
| 52° 55′ 41″ N, 10° 52′ 47″ O | Solkau 6, Rottekuhle | Rottekuhle zur Flachsgewinnung, wohl frühneuzeitlich. Vertiefung in einer Ausdehnung von ca. 60 × 40 m erhalten, im N bis zu 2 m unterhalb des umgebenden Geländes. | 36837005 | BW   |

## Thune
| Lage                         | Bezeichnung         | Beschreibung                                                                 | ID       | Bild |
| ---------------------------- | ------------------- | ---------------------------------------------------------------------------- | -------- | ---- |
| 52° 51′ 54″ N, 10° 54′ 58″ O | Thune 11, Grabhügel | Annähernd rund; Dm. ca. 7 m, H. bis 0,6 m. Am Rand des Hügels einige Steine. | 37104746 | BW   |

## Warpke
| Lage                         | Bezeichnung         | Beschreibung | ID       | Bild |
| ---------------------------- | ------------------- | --- | -------- | ---- |
| 52° 52′ 34″ N, 10° 50′ 53″ O | Warpke 1, Grabhügel | Dm. ca. 15 m, H. bis 2,0 m; Einkuhlungen an der Oberfläche. In der Parzelle von Lesesteinen umgeben.                                                        | 28915249 | BW   |
| 52° 51′ 33″ N, 10° 53′ 24″ O | Warpke 3, Grabhügel | Annähernd rund; Dm. ca. 16 m, H. bis 1,3 m. Abgeflachte Kuppe mit Einkuhlungen und kopfgroßen Steinen an der Oberfläche. Am Nord-Rand leicht angeschnitten. | 28915377 | BW   |
| 52° 51′ 33″ N, 10° 53′ 27″ O | Warpke 7, Grabhügel | Ehemals annähernd rund mit ca. 15 m Dm. Jetzt nur noch im südwestlichen Viertel mit ca. 1,3 m H. erhalten.                                                  | 36830863 | BW   |

## Winterweyhe
| Lage                         | Bezeichnung              | Beschreibung                                                                                                  | ID       | Bild |
| ---------------------------- | ------------------------ | --- | -------- | ---- |
| 52° 54′ 39″ N, 10° 51′ 3″ O  | Winterweyhe 3, Grabhügel | Annähernd rund; Dm. ca. 10 m, H. bis 1,3 m. Alte Angrabung am Südwest-Rand und Tierbaue.                      | 28914740 | BW   |
| 52° 55′ 42″ N, 10° 52′ 47″ O | Winterweyhe 4, Grabhügel | Annähernd rund; Dm. ca. 8 m, H. ca. 0,7 m. Im südlichen Bereich eine fast verwachsene schmale Grabungsfurche. | 36837049 | BW   |

### Winterweyhe 5
ID:28924625
Gruppe von vier Grabhügeln, Dm. 4–10 m, H. 0,3–1,0 m.

| Lage                         | Bezeichnung   | Beschreibung | ID       | Bild |
| ---------------------------- | ------------- | --- | -------- | ---- |
| 52° 55′ 42″ N, 10° 52′ 41″ O | Winterweyhe 5 | Annähernd rund; Dm. ca. 10 m, H. ca. 1,0 m. Ost-Rand leicht angeschnitten. Einkuhlungen und Baumwurf sowie einige bis kopfgroße Steine auf dem Hügel. | 36837069 | BW   |
| 52° 55′ 42″ N, 10° 52′ 41″ O | Winterweyhe 6 | Annähernd rund; Dm. ca. 4,5 m, H. ca. 0,3 m. Gelände fällt weiter nach Westen ab.                                                                     | 36837110 | BW   |
| 52° 55′ 42″ N, 10° 52′ 41″ O | Winterweyhe 7 | Annähernd rund; Dm. ca. 6 m, H. bis 0,5 m. Gelände fällt weiter nach Südwesten ab.                                                                    | 36837173 | BW   |
| 52° 55′ 42″ N, 10° 52′ 41″ O | Winterweyhe 8 | Annähernd rund; Dm. ca. 4 m, H. ca. 0,3 m. Gelände fällt weiter nach Süden und Südwesten ab.                                                          | 36837224 | BW   |